# 桑冈 (巴西)
桑冈（葡萄牙語：Sangão）是巴西圣卡塔琳娜州的一个市镇。总面积83.03平方公里，总人口9883人，人口密度119人/平方公里。